# Cucurbitella
Cucurbitella é um género botânico pertencente à família Cucurbitaceae.

## Espécies
| - Cucurbitella asperata - Cucurbitella cucumifolia - Cucurbitella duriaei | - Cucurbitella ecuadorensis - Cucurbitella integrifolia - Cucurbitella urkupinana |

1. ↑  «Cucurbitella — World Flora Online». www.worldfloraonline.org. Consultado em 19 de agosto de 2020